# Euglossa erythrochlora
Euglossa erythrochlora är en biart som beskrevs av Jesus Santiago Moure 1968. Euglossa erythrochlora ingår i släktet Euglossa, tribus orkidébin, och familjen långtungebin. Inga underarter finns listade.